# Арутюнян, Мартин Карапетович
Мартин Карапетович Арутюнян (арм. Մարտին Կարապետի Հարությունյան; 1928—2010) — советский партийный и профсоюзный деятель. Герой Социалистического Труда (1981). Заслуженный инженер Армянской ССР (1966). Депутат Совета Национальностей Верховного Совета СССР 11 созыва (1984-1989) от Армянской ССР. Народный депутат СССР от профессиональных союзов СССР, член Комиссии Совета Союза по вопросам труда, цен и социальной политики. Член КПСС, делегат XIX конференции КПСС.

## Биография
Родился 10 февраля 1928 года, армянин. Окончил Ереванский политехнический институт имени К. Маркса, Северо-Западный заочный политехнический институт. Доцент.
В 1981 году — первый секретарь Радзанского райкома КП Армении.
В 1989 году — председатель Армянского республиканского совета профсоюзов, с 1992 года — председатель Конфедерации профсоюзов Армении. Занимал этот пост до 2007 года. Его преемником стал Э.А. Тумасян.
Скончался 15 ноября 2010 года.

## Награды
- Герой Социалистического Труда (16 марта 1981)[7][8]
- Два ордена Ленина (20 апреля 1971, 16 марта 1981)[8]
- Орден «Знак Почёта» (3 марта 1976)[1][8]
- Медаль «За трудовую доблесть» (22 августа 1966)[8]
- Медаль Анании Ширакаци (24 мая 2010) — по случаю Дня Республики[9]